# UTC+5
| Süd-Sommer-/Nord-NormalzeitSeegebiet | Nord-Sommer-/Süd-NormalzeitStandardzeit ganzjährig |

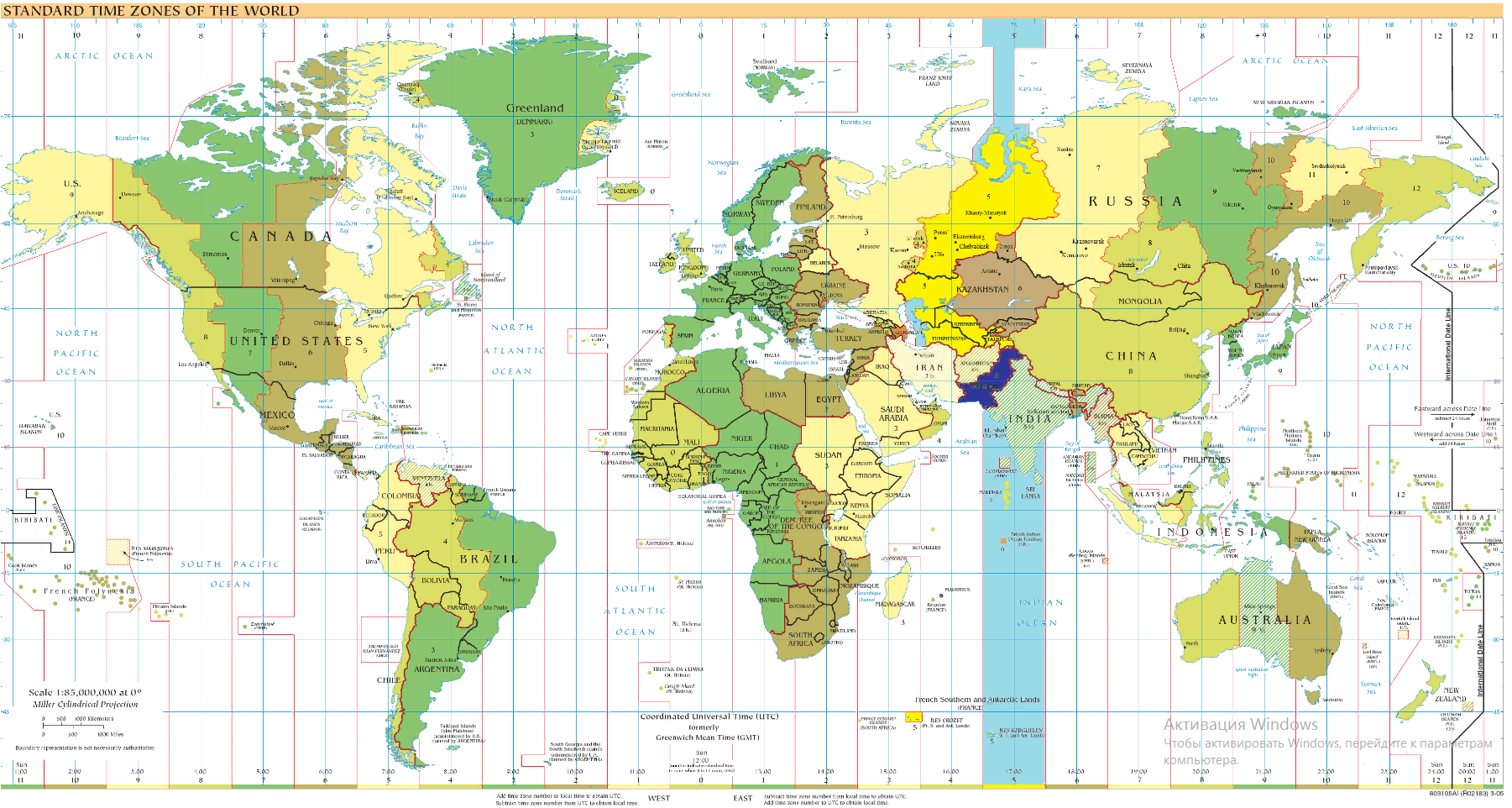
UTC+5:

UTC+5 ist eine Zonenzeit, die den Längenhalbkreis 75° Ost als Bezugsmeridian hat. Auf Uhren mit dieser Zonenzeit ist es fünf Stunden später als die koordinierte Weltzeit und vier Stunden später als die MEZ.

## Geltungsbereich (ganzjährig)
- Australien
  - nur auf den Heard und McDonaldinseln
- Frankreich
  -  Französische Süd- und Antarktisgebiete
    - nur auf den Kerguelen, Saint-Paul und Amsterdam
- Kasachstan
- Malediven
- Pakistan
- Russland
  -  Autonomer Kreis der Chanten und Mansen/Jugra
  -  Autonomer Kreis der Jamal-Nenzen
  -  Oblast Kurgan
  -  Oblast Orenburg
  -  Oblast Swerdlowsk
  -  Oblast Tjumen
  -  Oblast Tscheljabinsk
  -  Region Perm
  -  Republik Baschkortostan
- Tadschikistan
- Turkmenistan
- Usbekistan